# Oppido Lucano
Oppido Lucano é uma comuna italiana da região da Basilicata, província de Potenza, com cerca de 3897 habitantes. Estende-se por uma área de 54 km², tendo uma densidade populacional de 71,3 hab/km². Faz fronteira com Acerenza, Cancellara, Genzano di Lucania, Irsina (MT), Tolve.

## Demografia
| Variação demográfica do município entre 1861 e 2011                               |
|                                                                                   |
| Fonte: Istituto Nazionale di Statistica (ISTAT) - Elaboração gráfica da Wikipedia |